# Milltown Malbay GAA
St. Joseph's Milltown Malbay GAA is een Gaelic Athletic Association vereniging gevestigd in Milltown Malbay in County Clare, Ierland. De vereniging is opgericht in 1887. De vereniging speelt alleen Gaelic football en brengt zowel mannen- als vrouwenteams in het veld.

## Historie
De vereniging begon in de tijd dat de regels anders waren tegenwoordig. In 1887 bracht zij teams van 21 spelers in het veld, in 1892 werd dit gereduceerd tot 17 spelers. Pas in 1913 werd de eerste wedstrijd gespeeld met 15 spelers in het veld.
De eerste successen werden behaald in de periode 1903-1906, toen men vier keer op rij kampioen werd van de sectie West-Clare van het Clare Senior Football Championship. Dit resulteerde in titels op county-niveau in 1905 en 1906.
In 1906 veroverde de club de Redmond Cup voor de reguliere competitie. De finale hiervoor tegen Cooraclare GAA bleek een langdurige affaire. De eerste wedstrijd eindigde in een overwinning voor Milltown, doch Cooraclare tekende hier bezwaar tegen aan vanwege een onterecht punt. De County Board besloot de wedstrijd over te laten spelen. Deze wedstrijd werd gewonnen door Cooraclare. Dit keer maakte Milltown bezwaar vanwege het meespelen van een illegale speler aan de Cooraclare zijde. Opnieuw besloot de County Board tot overspelen. In deze derde wedstrijd trok Milltown aan het langste eind en kon de cup mee naar huis brengen.
Na nederlagen in de county finales van 1908 en 1911, was het in 1916 wel raak met een zwaar bevochten overwinning op Cooraclare GAA. In 1917 werd Clare GAA Munster Senior Football kampioen, waaraan bijgedragen werd door de Milltown spelers Ned Carroll, Ned Roche, Jim Fitzgerald, P.J. Killeen, Jim "Puggy" Malone en de jong gestorven Patrick Hennesy.
Ondanks de moeilijke jaren twintig was de club wel succesvol, met county-kampioenschappen in 1923, 1925 en 1927 alsmede verschillende titels op juniorenniveau. Niet alleen had de club last van de Ierse Onafhankelijkheidsoorlog en de Ierse Burgeroorlog, ook had men veel last van de slechte economische situatie die veel spelers dwong tot emigratie. Ook het feit dat de GAA was gesplitst als gevolg van de burgeroorlog maakte het niet eenvoudiger.
Na een omstreden overwinning in 1932 (het winnende punt zou gemaakt zijn door de bal over de lat te werpen in plaats van door middel van een handpass) kwam een mindere periode. Pas na de Tweede Wereldoorlog vond men het pad omhoog weer, gevolgd door county kampioenschappen in 1949, 1953 en 1959.
Na een lange periode zonder county-kampioenschappen (26 jaar) werd 1985 eindelijk weer een succesvol jaar. Na overwinningen op de Shannon Rangers, Cooraclare, Doonbeg was men in de finale te sterk voor St. Breckans Lisdoonvarna. Voor het eerst overleefde Milltown de kwartfinale in het Munster Senior Football club kampioenschap maar moest in de halve finale buigen voor Castleisland Desmonds uit County Kerry.
De economisch beroerde tijden in de jaren tachtig brachten opnieuw een golf van emigraties op gang. Ondanks dat sleepte Milltown toch de totel in de wacht door Kilmihil GAA te verslaan.
Na 1990 werden geen county-kampioenschappen meer veroverd. In de reguliere competitie degradeerde men echter twee maal op respectievelijk in 2007 en 2013 weer te promoveren naar het eerste niveau.

### Rivaliteiten
De club heeft sterke rivaliteiten met andere Gaelic footbal-bolwerken als Kilmurry Ibrickane GAA, Doonbeg GAA en Cree-Cooraclare GAA. In het begin van de jaren tachtig was de relatie tussen de verschillende clubs slecht tot ronduit vervelend. Daar bracht coach Marty Morrissey van St Joseph's Secondary School in Spanish Point verandering in. Op de school vormde Morrissey een team bestaande uit speler van verschillende clubs wat de spelers dwong tot samenwerking. Dit haalde de angel uit de conflicten en gaf de rivaliteiten een sportieve draai.

## Milltown Ladies
De vrouwenafdeling (St. Joseph's Ladies Footbal Club) werd in 1994 opnieuw opgericht. In eerste instantie werd deelname tegengehouden door de County Board maar in tweede instantie, in 1995, werd men wel toegelaten. Na vele successen bij de junioren werd in 2005 de eerste senior titel binnen gesleept. In 2006 en 2007 herhaalden zij dit. De Milltown ladies werden echter zwaar getroffen door de kredietcrisis die voor een golf van emigraties zorgde. Vele anderen trokken voor werk naar andere delen van het land waardoor de club gedwongen was te vragen voor vrijwillige degradatie.

### Camogie
De Milltown Ladies kwamen uit in de camogie competitie in 1945. Met drie overwinningen (tegen Kilshanny, Lisdoonvarna en Doolin) plaatsten zij zich voor de knock-out competitie. In de halve finale versloegen de Ladies Clondegad maar in de finale tegen Meelick had men geen succes. De eerste wedstrijd eindigde in een gelijk spel maar de tweede wedstrijd werd verloren.

## Stadion
Milltowns thuisveld is het Hennessy Memorial Park, gelegen aan Flag Road. Het terrein is vernoemd naar Patrick Hennessy, een voormalig speler van Milltown Malbay en Clare GAA, die werd gedood op 14 april 1920 door een detachement van de Royal Irish Constabulary en militairen. Oorspronkelijk stond het terrein bekend als de Milltown Malbay Athletic Grounds, totdat het op 20 mei 1951 werd herdoopt.
De club sloot in 1924 een huurovereenkomst met de moeder van de latere president Patrick Hillery. Gedurende de overeengekomen 150 jaar zou de club een huur van £ 15 betalen. In de jaren vijftig wilde mevrouw Hillery het terrein verkopen maar de vereniging kon het aankoop bedrag niet bij elkaar krijgen. Daarop werd het terrein verkocht aan de plaatselijke slager Tom Hynes. Zijn zoon Michael Hynes, supermarkthouder, verkocht het terrein in 1989 aan de club.
Het terrein werd in de jaren negentig grootschalig verbeterd. Als gevolg daarvan kreeg het stadion een hogere ranking en mocht gastheer zijn voor de Clare Senior Hurling Kampioenschaps finale in 1999. Een jaar eerder, 1998, was men al gastheer van de Clare Senior Football Kampioenschaps finale. Andere football finales vonden plaats in 1925, 1933-1939, 1941-1947, 1950, 1952-1955, 1960, 1966, 1968-1970, 1974, 1976, 1978 en 1979.
In 2011 werd aan de noordzijde van het veld een nieuwe zittribune met 1200 plaatsen geopend alsmede nieuwe kleedmakers en andere faciliteiten.

## Prijzen
- Clare Senior Football Kampioen: 1905, 1906, 1916, 1923, 1925, 1927, 1932, 1949, 1953, 1959, 1985, 1990 en 2015.
- County Senior B: 2007, 2013
- Cusack Cup: 1942, 1949, 1950, 1960, 1963, 1995, 2010
- Redmond Cup: 1906
- Clare Shield: 1981,1991
- Garry Cup - Division 2: 2005
- McNamara Cup: 1997